# Matthew Paterson
Matthew Paterson (* 1967) ist ein britischer Politologe und Universitätsprofessor.

## Leben
Matthew Paterson machte seinen Bachelor an der University of Newcastle (New South Wales, Australien) und seinen Ph. D. an der University of Essex (Großbritannien). Im Jahr 2003 war er Senior Lecturer (außerordentlicher Professor) für „Internationale Beziehungen“ an der Keele University (Großbritannien). Heute (2008) ist er Professor für Politikwissenschaft an der University of Ottawa (Kanada).
Paterson hat sich in seinen Arbeiten intensiv mit Umweltproblematiken auseinandergesetzt. Als Lösungsweg aus den globalen Umweltproblemen erscheint für ihn eine grundsätzliche Umstrukturierung der Gesellschaft erforderlich, die dann emanzipatorisch und lokal ausgerichtet sein soll.

## Werke
- Matthew Paterson: Global warming and global politics. Routledge, London 1996, ISBN 041513871X.
- Peter Kassler, Matthew Paterson: Energy exporters and climate change. Published: Royal Institute of International Affairs, London 1997, ISBN 1862030715.
- Matthew Paterson: Understanding global environmental politics: domination, accumulation, resistance. Macmillan, Basingstoke 2000, ISBN 0333656105.